# Csép
Csép é um município da Hungria, situado no condado de Komárom-Esztergom. Tem 20,04 km² de área e sua população em 2015 foi estimada em 353 habitantes.